# جیمز فنچون
جیمز فنچون (انگلیسی: James Fanchone؛ زادهٔ ۲۱ فوریهٔ ۱۹۸۰) بازیکن فوتبال اهل فرانسه است.
از باشگاه‌هایی که در آن بازی کرده‌است می‌توان به باشگاه فوتبال استراسبورگ، باشگاه فوتبال لو آور، باشگاه فوتبال لو مان، و باشگاه فوتبال لوریان اشاره کرد.